# مارك إليسون
مارك إليسون (11 أكتوبر 1986 في نيوزيلندا - ) (بالإنجليزية: Marc Ellison)‏ هو لاعب كريكت نيوزلندي.

## وصلات خارجية
- مارك إليسون على موقع إي آس بي آن كريك إنفو (الإنجليزية)